# Samochód pułapka

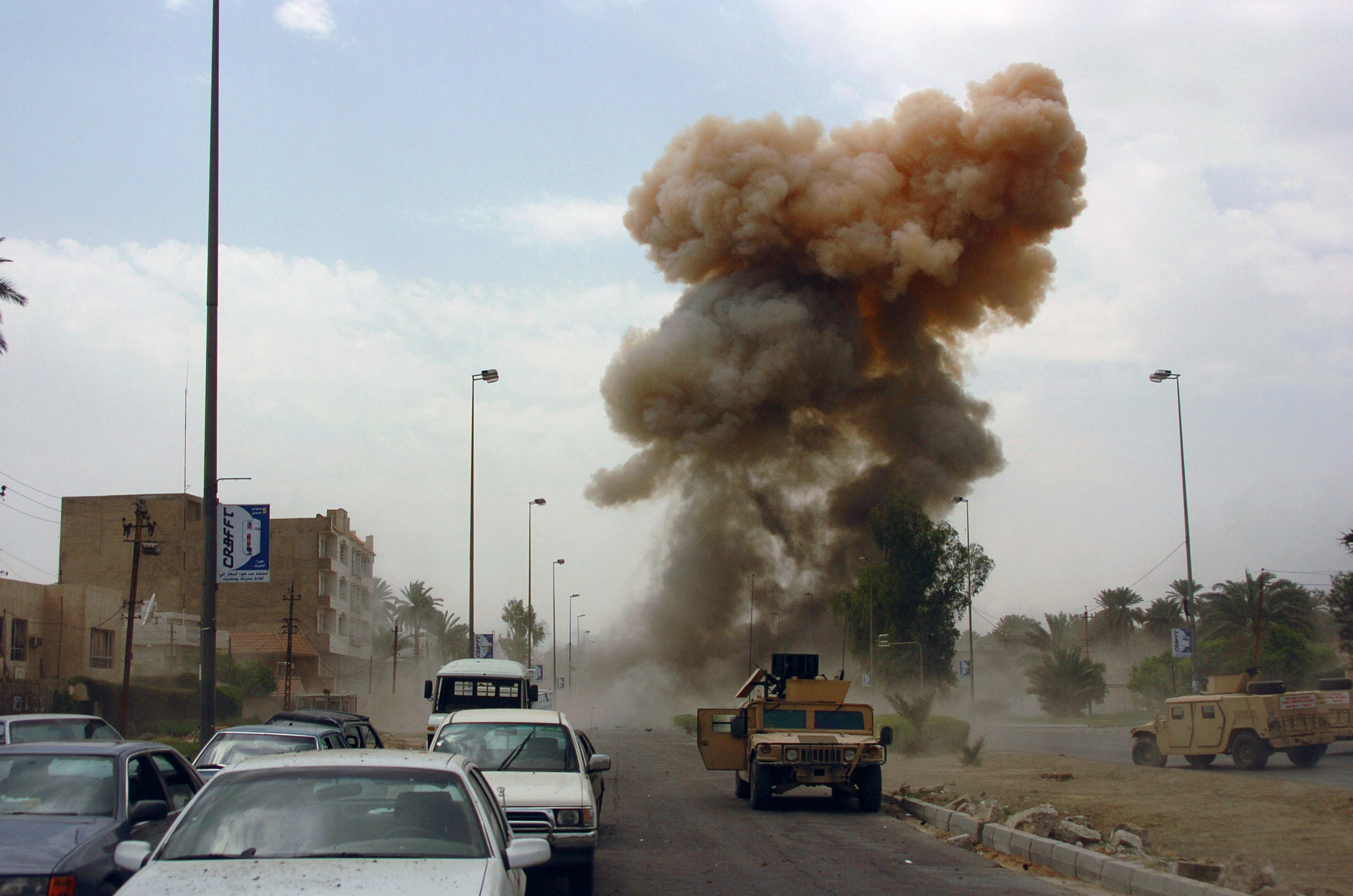
Wybuch samochodu pułapki w Bagdadzie

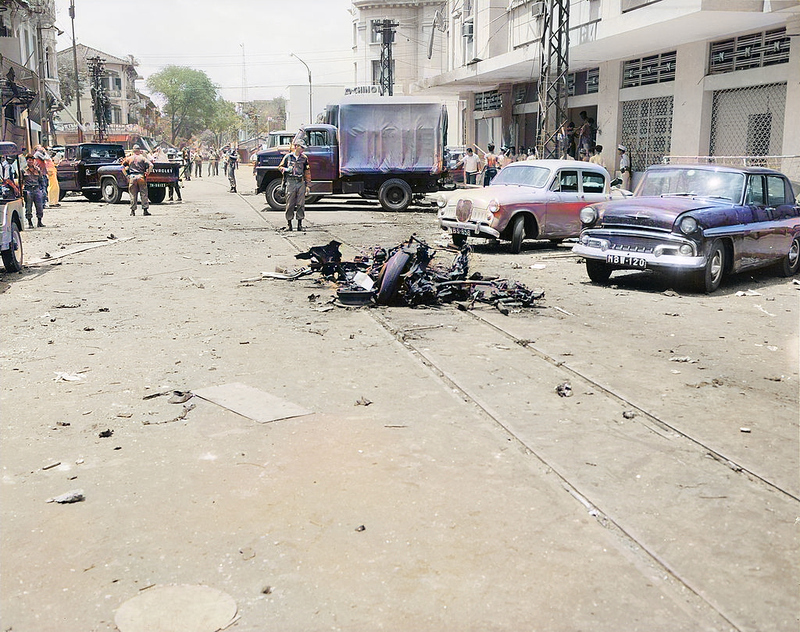
Rezultat wybuchu samochodu pułapki użytego przez Vietcong w Sajgonie

Samochód pułapka – samochód lub inny pojazd z zainstalowaną bombą, którego celem jest zabicie ludzi wewnątrz pojazdu czy też w jego otoczeniu lub wyrządzenie szkody materialnej (np. zniszczenie budynku lub innego mienia). Samochód pułapka jest bronią w zamachach, w aktach terroru oraz działaniach partyzanckich. Samochody pułapki mogą posiadać zegar odmierzający czas do wybuchu lub być zdalnie uruchamiane; samochód taki może być też prowadzony przez zamachowca samobójcę. Pojazd taki może przewozić duże ilości materiałów wybuchowych nie zwracając na siebie podejrzenia.

## Historia
Pierwsze wykorzystanie samochodów do zabójstw lub zniszczeń pojawiło się na początku XX w., choć jeszcze przed okresem pojawienia się pierwszych pojazdów mechanicznych można było zauważyć podobne próby wykorzystywania pojazdów konnych do podobnych celów, jak np. w przypadku nieudanego zamachu na Napoleona Bonapartego w 1800, do którego wykorzystano tzw. „maszynę piekielną”.
Jednym z pierwszych zamachów wykorzystujących pojazd była nieudana próba zabicia w 1905 roku sułtana Abdülhamida II, w wyniku której zginęło 26 osób.
Natomiast pierwszym znanym zamachem samobójczym z wykorzystaniem samochodu była w 1927 roku masakra w Bath w Michigan, kiedy to zamachowiec używając detonatora odpalił dynamit w szkole, po czym w trakcie następującej akcji ratunkowej, zdetonował samochód ginąc na miejscu, zabijając w sumie 45 osób, w tym 38 dzieci.
Samochody pułapki były wykorzystywane przez wiele organizacji i grup na terenie całego świata. Korzystali z nich partyzanci Vietcongu podczas wojny wietnamskiej, służyły one do zamachów cosa nostry na sędziów na Sycylii w latach 90. XX wieku, czy też do zamachów Real Irish Republican Army podczas konfliktu w Irlandii Północnej.
W XXI wieku samochody pułapki wykorzystywane przez organizacje terrorystyczne (jak np. Al-Ka’ida) powodowały już dużo większe straty w ludności jak i materialne. Do największych zalicza się zamach bombowy w Bombaju 12 marca 1993, podczas którego zdetonowano 13 ładunków wybuchowych umiejscowionych w samochodach i skuterach, zabijając 257 osób; innym jest zamach bombowy w Bejrucie 28 października 1983, do którego wykorzystano 2 ciężarówki z zawartością około 9 tys. kg materiałów wybuchowych, zabijając 307 osób. Jednak najtragiczniejszy zamach, do którego doszło 14 sierpnia 2007 roku, miał miejsce w Al-Kahtanijji. Do zamachu wykorzystano 3 samochody pułapki oraz zbiornik z paliwem, łącznie szacując ilość materiałów wybuchowych na 2 tony. Podczas zamachu zginęło 796 osób, a 1562 zostały ranne.